# Livingston (Nueva Jersey)
El municipio de Livingston (en inglés: Livingston Township) es un municipio ubicado en el condado de Essex en el estado estadounidense de Nueva Jersey. En el año 2010 tenía una población de 29.366 habitantes y una densidad poblacional de 806,76 personas por km².

## Geografía
El municipio de Livingston se encuentra ubicado en las coordenadas 40°47′19″N 74°19′17″O / 40.78861, -74.32139.

## Demografía
Según la Oficina del Censo en 2007 los ingresos medios por hogar en el municipio eran de $119,877 y los ingresos medios por familia eran $139,522. Los hombres tenían unos ingresos medios de $100,000 frente a los $65,309 para las mujeres. La renta per cápita para la localidad era de $56,040. Alrededor del 3.4% de la población estaba por debajo del umbral de pobreza.

## Personajes famosos
- Jason Alexander, actor.
- Jozy Altidore, futbolista.
- Alan B. Krueger, economista.
- Paul E. Olsen, paleontólogo.
- Roger Y. Tsien, bioquímico.
- Bobbi Kristina Brown, cantante. Hija de la también cantante Whitney Houston.